# Maud Earl
Pour les articles homonymes, voir Earl.
Maud Earl, née en 1864 dans le quartier de Marylebone à Londres et morte le 7 juillet 1943 à New York, est une peintre et une dessinatrice britannique connue pour ses représentations canines.

## Biographie

### Enfance et formation
Alice Maud Earl est la fille unique de George Earl (en) et de sa première femme Alice Beaumont Rawlins. Elle vient d'une famille d'artiste puisque son père, George Earl, son oncle Thomas Earl et son demi-frère Percy Earl peignaient également. Comme Maud, leur sujet le plus courant est les animaux tels que les chevaux et les chiens, mais aucun membre de sa famille n'a eu autant de succès qu'elle. Enfant, Maud était plus intéressée à devenir musicienne qu'à poursuivre les arts visuels, mais sous la tutelle de son père, elle se tourne rapidement vers la peinture.
En effet, George Earl, passionné de sports et peintre animalier réputé, est son premier professeur, veillant à ce qu'elle étudie l'anatomie de ses sujets en dessinant des squelettes de chiens, de chevaux et d'humains pour améliorer ses compétences. Au départ, elle travaille uniquement en noir et blanc avant de se tourner vers la couleur. Elle affirme plus tard que les enseignements de son père lui avaient conféré des compétences qui la distinguaient des autres peintres de chiens. Elle ne travaille jamais à partir de photographies, préférant peindre ce qu'elle voit. Elle esquisse l'anatomie générale du chien au crayon avant de capturer le caractère de l'animal à l'huile. Une séance de portrait unique prenait généralement deux jours, Maud Earl travaillant de 10 heures à 16 heures. La peinture était ensuite achevée à son rythme. Pour peindre, elle pose le sujet canin sur une sorte de tabouret portable à roulettes, ce qui facilite ses déplacements. Une personne accompagne généralement le chien, mais le plus souvent, c'est l'artiste qui installe le chien afin qu'il puisse poser tranquillement.
Après avoir bénéficié des conseils de son père, Maud poursuit ses études à la Royal Female School of Art (en), qui a été ultérieurement intégrée à la Central School of Art and Design (en).

### Carrière britannique
À partir de 1884, Earl expose environ douze œuvres à l'Académie Royale des Artistes Britanniques , tel qu'une peinture de cerf intitulée Early Morning. Egalement, elle expose à la Société Royale des Artistes Britanniques et au Salon de peinture et de sculpture de Paris. En 1897, l'artiste organise des expositions dont une ou elle présente des peintures représentant 48 races de chiens différentes. Ses autres expositions portent sur des célébrités canines. Ses tableaux sont reproduits et largement diffusés par la Berlin Photographic Company, ce qui contribue à populariser son art.
Maud Earl devient célèbre pendant l'ère victorienne, une époque où une femme peut difficilement vivre de son art. Ses œuvres sont extrêmement populaires auprès du public car les images du chien renvoient à leur affection pour l'animal. Egalement, à la fin du XIXe siècle en Angleterre, les chiens de race pur sont très populaire d'autant plus que les concours canins se multiplient. Parallèlement, des nouvelles races sont importées et établies : Maud Earl renforce leur importance en réalisant leurs portraits à l'huile. Ses premières commandes proviennent du monde des expositions canines et des chiens de race pure.
Elle développe une clientèle sélecte, qui comprend des membres de la famille royale tels que la reine Victoria et la reine Alexandra. Ainsi, elle peint les chiens préférés de la reine Victoria et de Édouard VII tels que le portrait de "Peter", un bouledogue français, commandé en 1900, suivi de ceux de "Jack" et "Caesar", son successeur. "Jack", un terrier irlandais, était censé être le chien préféré du roi, apprécié pour son indépendance et son mépris général envers tout le monde.
Elle dit dans une interview dans le numéro de novembre 1898 de The Young Woman : "Vous ne pouvez pas peindre des chiens à moins de les comprendre. Je ne veux pas dire seulement du point de vue du passionné. Vous devez savoir s'ils sont heureux et à l'aise, et sinon, pourquoi pas. Vous devez savoir comment les calmer lorsqu'ils deviennent excités et nerveux. Vous devez connaître toutes leurs petites préférences et aversions, et cette connaissance provient d'une longue expérience.".
Elle figure dans le livre Women Painters of the World de 1905. L'édition 1908 de The Sportsman's Year contient 12 de ses dessins colorés sous forme de gravures. En 1910, Arthur Croxton publie un ouvrage qui commente les œuvres de l'artiste, accompagné d'illustrations de ces mêmes tableaux. Elle illustre également en 1912 Whose Dog Art Thou ?, My Dog Friends en 1913, Memories de John Galsworthy en 1914 et Spaniels, Their Breaking for Sport and Field Trials en 1915.

### Carrière internationale
Malgré sa célébrité en Angleterre, Earl ressent que le monde n'est plus le même après la Première Guerre mondiale, elle émigre alors à New York en 1916. Elle dit : "Puis est arrivée la guerre, et tout a mis fin. Avant que l'Amérique n'entre dans la lutte, je suis venue ici, à New York." 
Elle établit un studio à l'Hôtel Volney au 23 East 74th Street à New York, continuant à exposer et à réaliser des commandes de portraits de chiens. Son travail reçoit une large reconnaissance internationale, et les plus populaires d'entre elles sont publiées dans plusieurs livres et sous forme de cartes postales.
Pendant les années 1930, elle peint des oiseaux, qu'elle considère comme certaines de ses meilleures œuvres. Elle est chargée de créer une chambre pour le nouvel hôtel Ritz-Carlton sur Iowa Avenue à Atlantic City à la suite d'une exposition où elle a présenté des grands formats avec des oiseaux et des chiens, certains étaient articulés comme des paravents. Elle est inspirée par l'art asiatique.
Maud Earl décède à New York le 7 juillet 1943 et est inhumée au cimetière de Sleepy Hollow à Sleepy Hollow à New York.

### Postérité
En 2018, le Musée du chien à New York réalise une exposition sur l'artiste "The Canine Art of Maud Earl".

## Style artistique
De 1880 à 1900, elle adopte un style naturaliste, caractérisé par des portraits de chiens peints avec des paysages ou un décor d'intérieur. De 1900 à 1915, elle évolue vers un style plus fini, mais également plus lâche et esquissé, approprié pour des illustrations. À partir de 1916 jusqu'aux années 1920, après son émigration aux États-Unis, elle se tourne vers ce qu'elle qualifie de style oriental. De plus, il n'y a pas presque plus d'arrière-plan à l'exception de quelques rendus sommaires qui soit situent le chien dans un paysage, soit se rapportent d'une manière ou d'une autre au pays d'origine du chien. Après 1920, ses portraits de chiens prennent une tournure plus stylisée.
Elle peint des chiens toute sa vie car il lui semblait impossible d'arrêter. Elle continue à peindre des tableaux de chiens de race pure jusque dans les années 1930. Elle revient à la peinture des portraits à l'huile plus traditionnels pour lesquels elle était devenue si populaire près de cinquante ans auparavant, et au moment de sa mort en 1943.

## Galerie

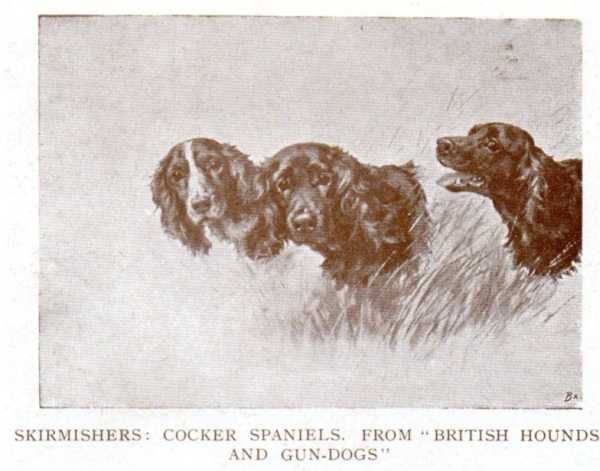
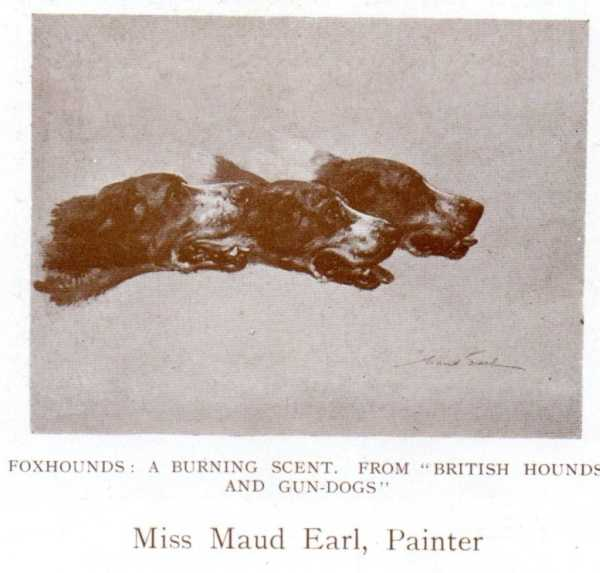
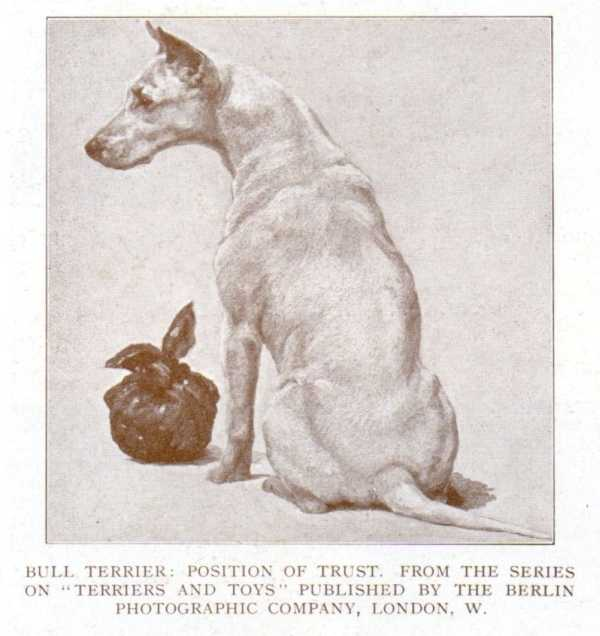
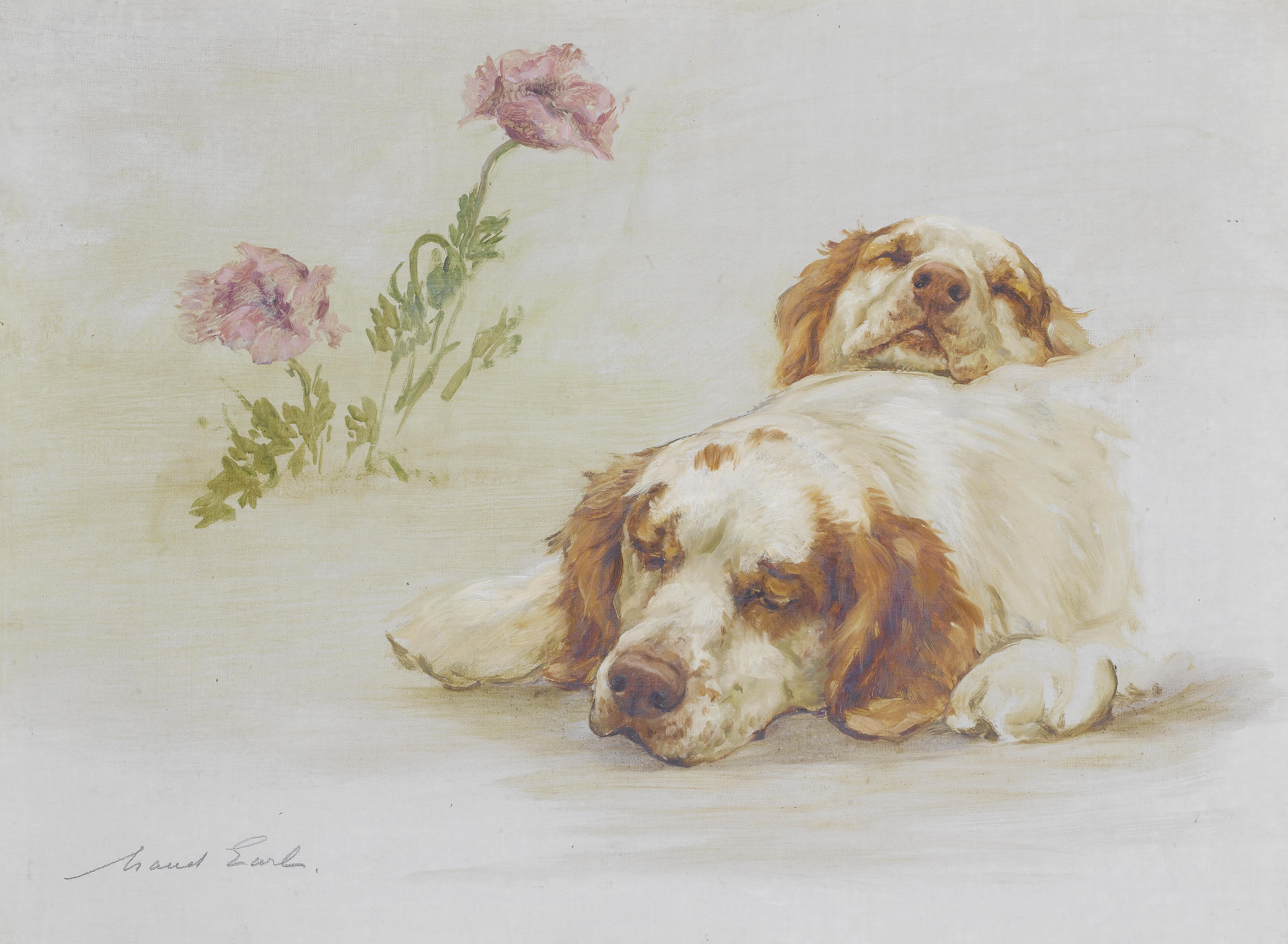
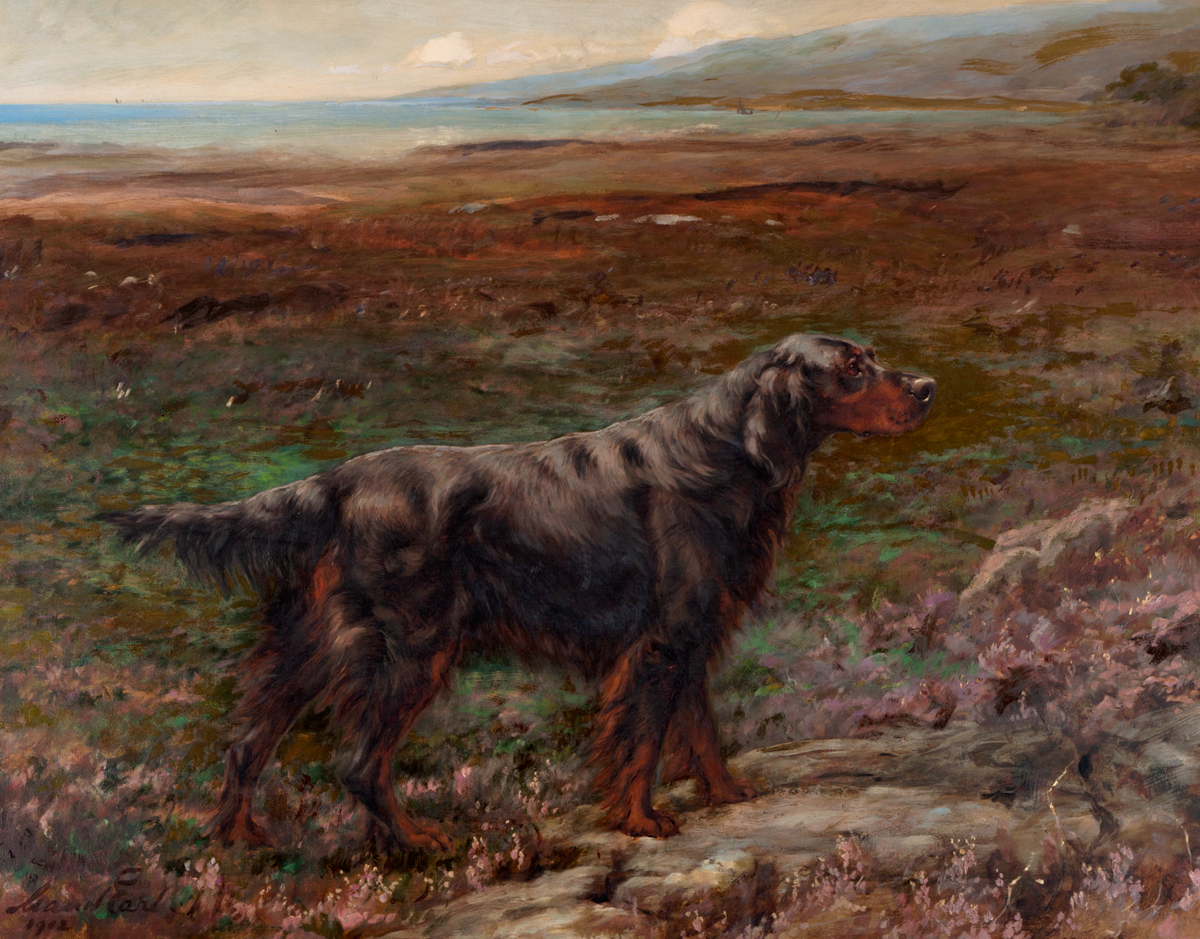
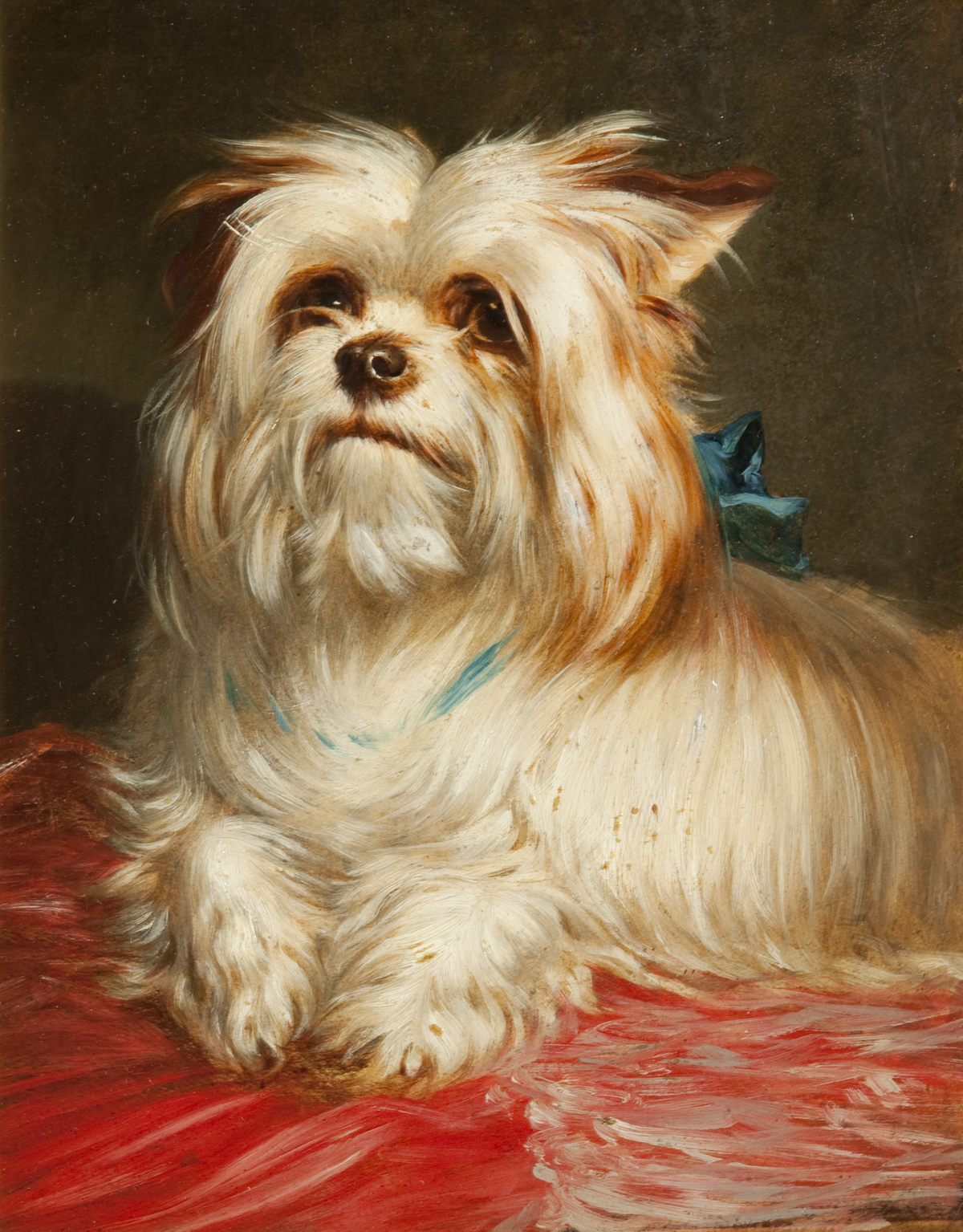
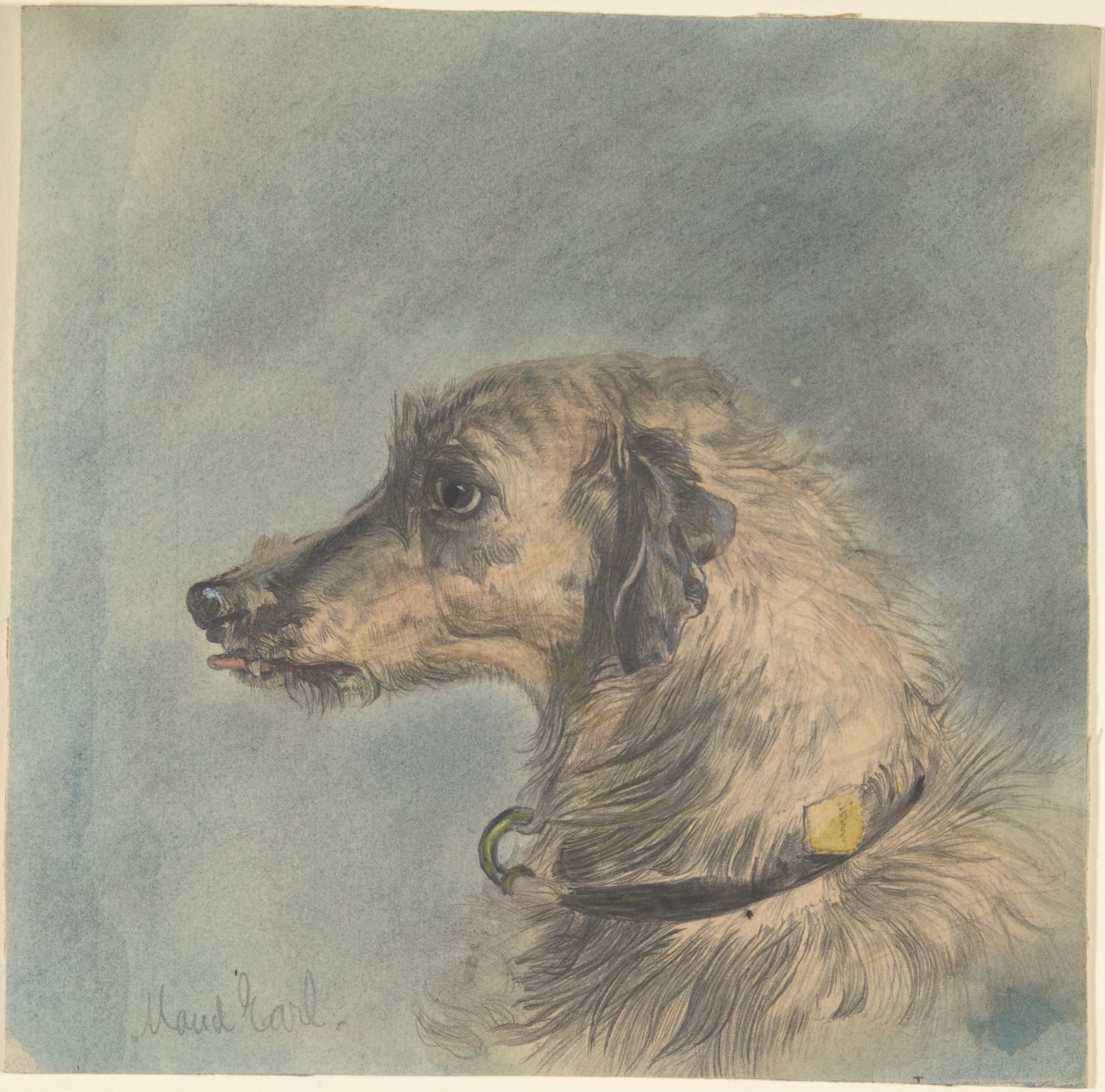
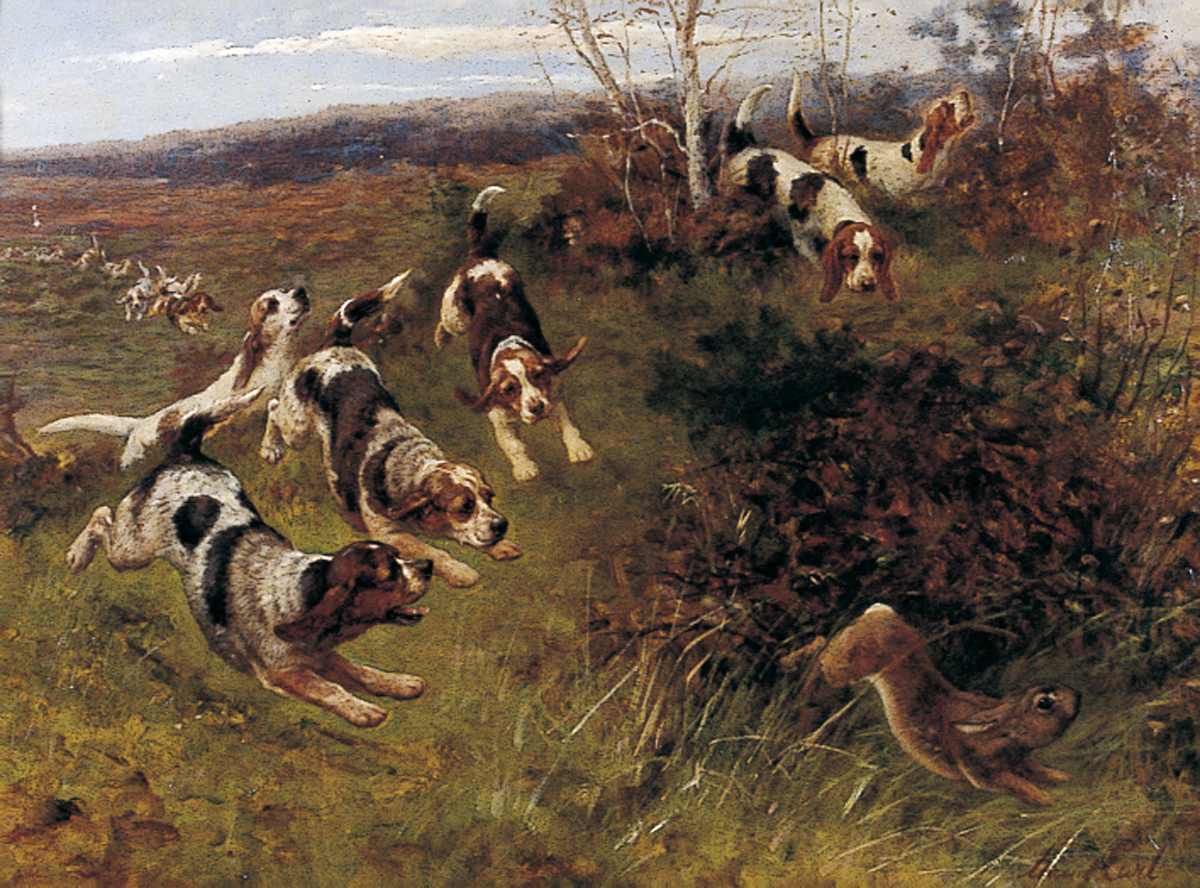